# Mircea (Schiff, 1939)
Die Mircea ist eine 1938 vom Stapel gelaufene Bark, die mit Unterbrechungen bis heute als Segelschulschiff der rumänischen Marine eingesetzt wird.

## Geschichte
Das 1938 bis 1939 in Hamburg bei Blohm & Voss gebaute Schiff wurde als Segelschulschiff der rumänischen Marine in Dienst gestellt und ist nach Mircea cel Bătrân, einem der wichtigsten Woiwoden der Walachei, benannt. Nach dem Zweiten Weltkrieg wurde es kurzzeitig von der Sowjetunion beschlagnahmt. 1966 wurde die Mircea auf der Bauwerft Blohm + Voss in Hamburg generalüberholt und ist noch heute im aktiven Dienst.
1976 nahm die Mircea an den Festlichkeiten anlässlich der 200-jährigen Unabhängigkeit der USA teil. 2004 überquerte sie den Nordatlantik erneut, diesmal im Rahmen der Regatta Tall Ships' Challenge 2004, bei der sie in der Gesamtwertung den fünften Platz belegte. 2005 fuhr das Schiff durch das Mittelmeer und den Nordatlantik bis zur Nordsee. Es besuchte auf dem Weg Häfen von Frankreich bis Norwegen und fuhr bei den Tall Ships’ Races 2005 mit. 2008 folgte die Teilnahme an der Hanse Sail Rostock.
Im März 2017 wurde bekannt, dass die Deutsche Marine wegen des ungeplant langen Ausfalles der Gorch Fock als Segelschulschiff Kadetten zur Ausbildung auf dieses Schiff entsenden möchte. Gechartert werden soll das Schiff aber nicht, und die Originalbesatzung bleibt auch an Bord. Hintergrund dieser gemischten Besetzung sind die Sicherheitsstandards des Schiffes, die nicht den deutschen entsprechen. Daher wird die Takelage ausschließlich durch die rumänische Besatzung bedient. Die deutschen Kadetten übernehmen den Decksdienst sowie die nautischen Aufgaben. Die ersten Kadetten der Deutschen Marine sind am 11. August 2017 an Bord gegangen.